# Pont Charles-de-Gaulle (Blois)
Pour les articles homonymes, voir Pont Charles-de-Gaulle (homonymie).
Le pont Charles-de-Gaulle est un pont situé à Blois (Loir-et-Cher), permettant de franchir la Loire. Ouvert à la circulation depuis 1970, sa 2x2 voies en font aujourd'hui le point de passage le plus important de tout le département, avec environ 50 000 passages par jour,.

## Localisation
À Blois, le pont Charles-de-Gaulle se trouve à l'est de la ville, en amont des deux autres ponts. Directement relié à l'échangeur de l'autoroute A10, il constitue la clé de voûte de la voie rapide blésoise et de l'ancienne route nationale 156 (actuelle D 956), en reliant les principales communes des deux rives de la Loire.

## Histoire

### Construction du deuxième pont de Blois
De toujours, Blois n'avait connu qu'un unique pont pour traverser la Loire, notamment grâce au robuste pont Jacques-Gabriel construit au début du XVIIIe siècle.
La reconstruction d'après-guerre puis le développement urbain de l'agglomération ont rapidement requis la construction d'un second axe pour la traversée du fleuve. La municipalité de Louis Pétré profita ainsi de l'annonce de la construction de l'autoroute A10 pour annoncer en 1966 celle d'une voie rapide à l'est de Blois s'accompagnant d'un pont en amont du pont Jacques-Gabriel,.
Le chantier fut inicié l'année suivante et dura jusqu'en 1970, année durant laquelle le pont fut ouvert à la circulation.
Ce n'est que le 10 février 1971 que le pont est inauguré en présence d'André Bord,, alors secrétaire d'État à l'Intérieur. Le pont rend hommage au général de Gaulle, héros de la Seconde Guerre mondiale et président de la République à cette période.

### De nos jours
Le pont a été intégralement rénové entre 2021 et 2024,.